# Márcio Wenceslau
Márcio Wenceslau Ferreira (São Paulo, 20 de marzo de 1980) es un deportista brasileño que compitió en taekwondo.
Ganó una medalla en el Campeonato Mundial de Taekwondo de 2005, y tres medallas en el Campeonato Panamericano de Taekwondo entre los años 2002 y 2010. En los Juegos Panamericanos consiguió dos medallas en los años 2007 y 2011.

## Palmarés internacional
| Campeonato Mundial      | Campeonato Mundial       | Campeonato Mundial | Campeonato Mundial |
| Año                     | Lugar                    | Medalla            | Categoría          |
| ----------------------- | ------------------------ | ------------------ | ------------------ |
| 2005                    | Madrid (España)          | Medalla de plata   | –62 kg             |
| Juegos Panamericanos    |                          |                    |                    |
| Año                     | Lugar                    | Medalla            | Categoría          |
| 2007                    | Río de Janeiro (Brasil)  | Medalla de plata   | –58 kg             |
| 2011                    | Guadalajara (México)     | Medalla de bronce  | –58 kg             |
| Campeonato Panamericano |                          |                    |                    |
| Año                     | Lugar                    | Medalla            | Categoría          |
| 2002                    | Quito (Ecuador)          | Medalla de plata   | –58 kg             |
| 2006                    | Buenos Aires (Argentina) | Medalla de oro     | –62 kg             |
| 2010                    | Monterrey (México)       | Medalla de oro     | –58 kg             |